# Сравнение четырёх азбук

Рис. 1

Рис. 2

Рис. 3

Четыре азбуки, представленные в разделе «Усложненные алфавиты» -
- ключ к тайнописи из хронографа XVII века,
- ключ к тайнописи из рукописи библиотеки Синодской типографии № 1028,
- ключ к «азбуке копцева»,
- и ключ к «флопяцевской азбуке» -

(на рисунках они обозначены соответственно буквами Х, С, К и Ф) имеют несомненное сродство между собой как по знаковым системам, так и по представлению некоторых букв несколькими вариантами знаков. Все эти азбуки относятся к XVII веку.
На рис. 1 все азбуки сведены в одну таблицу, в которой выделены буквы аналоги. Общих знаков много.
На рис. 2 дано количество общих знаков разных азбук.
Наибольшее количество общих знаков (71) имеет ключ тайнописи из рукописи библиотеки Синодской типографии № 1028.
Наиболее оригинальный комплект знаков (меньше связей с другими азбуками — 31) имеет ключ к тайнописи из хронографа XVII века.
«Азбука копцева» и «флопяцевская азбука» имеют промежуточные значения (68 и 66 соответственно) и приблизительно равны между собой.
Поскольку во всех азбуках наряду с общими знаками имеются и собственные оригинальные знаки, эти азбуки нельзя считать вариантами одной азбуки. С другой стороны, одинаковость знаков показывает, что составители всех азбук были знакомы с разработками друг друга.
На рис. 3 показаны буквы, которые имеют неодинарное соответствие знаков.
Часть из этих знаков являются вариантами друг друга, но большинство из них причудливая смесь из знаков полусловицы, греческих и глаголических начертаний, деформаций кириллического письма.
Представление букв несколькими знаками может быть
- как результатом компиляции знаков из нескольких других азбук, с которыми был знаком составитель,
- так и попыткой усложнения азбуки в части вскрытия зашифрованного текста лицами, послания которым совсем не предназначались.

В этом можно усмотреть элемент развития шифровального дела в целом.
В подтверждение второго предположения говорит то
- что усложнялись не все буквы. С современной точки зрения усложнять в первую очередь стоило бы наиболее частые буквы. Здесь же из усложненных букв во всех азбуках приблизительно 50 % частые буквы.
- в двух азбуках — «флопяцевской» и «копцева» — есть их оригинальные названия. В обоих случаях они однозначно преподносятся как азбуки, а не подборка знаков разных алфавитов.